# Gare de Clacy - Mons
Pour les articles homonymes, voir Gare de Mons (homonymie).
La gare de Clacy - Mons est une gare ferroviaire française de la ligne de La Plaine à Hirson et Anor (frontière), située sur le territoire de la commune de Clacy-et-Thierret, à proximité de Mons-en-Laonnois, dans le département de l'Aisne en région Hauts-de-France.
C'est une halte ferroviaire de la Société nationale des chemins de fer français (SNCF) desservie par des trains TER Hauts-de-France.

## Situation ferroviaire
Établie à 68 m d'altitude, la gare de Clacy - Mons est située au point kilométrique (PK) 134,590 de la ligne de La Plaine à Hirson et Anor (frontière), entre les gares ouvertes d'Anizy - Pinon et de Laon, dont elle était séparée par la halte de La Neuville-sous-Laon (fermée depuis le 11 décembre 2011).
Elle est équipée de deux quais : le quai « 1 » dispose d'une longueur utile de 125 m pour la voie « 1 », le quai « 2 » d'une longueur utile de 123 m pour la voie « 2 ».

## Fréquentation
De 2015 à 2023, selon les estimations de la SNCF, la fréquentation annuelle de la gare s'élève aux nombres indiqués dans le tableau ci-dessous.
| Année     | 2015 | 2016 | 2017 | 2018 | 2019 | 2020 | 2021 | 2022  | 2023 |
| --------- | ---- | ---- | ---- | ---- | ---- | ---- | ---- | ----- | ---- |
| Voyageurs | 769  | 436  | 120  | 48   | 408  | 997  | 733  | 1 063 | 830  |

## Service des voyageurs

### Accueil
Halte SNCF, c'est un point d'arrêt non géré (PANG) à accès libre.
Le passage d'un quai à l'autre se fait par le passage à niveau routier.

### Desserte
Clacy - Mons est desservie par des trains TER Hauts-de-France, omnibus, qui effectuent des missions entre les gares de Crépy-en-Valois et de Laon.

### Intermodalité
Le stationnement des véhicules est possible à proximité de l'ancien bâtiment voyageurs.